# Jeremy Hunt (politikus)
Jeremy Richard Streynsham Hunt (London, 1966. november 1. –) brit konzervatív politikus, az Egyesült Királyság külügyminisztere (2018-tól 2019-ig). 2022. október 14-től Liz Truss kormányának, majd október 25-től a Sunak-kormány pénzügyminisztere volt.

## Életpályája
London Kennington nevű negyedében született 1966-ban, Sir Nicholas Hunt tengernagy, a Királyi Haditengerészet egykori parancsnoka és Meriel Eve née Givan legidősebb gyermekeként, de felmenői között a Brit Kelet-indiai Társaság egyik vezető tisztségviselője is megtalálható. A Charterhouse Schoolban érettségizett, majd Oxfordban tanult, ahol filozófiából, politológiából és közgazdaságtanból szerzett diplomát. Később angol nyelvet tanított Japánban. Az ázsiai szigetországból hazatérve több vállalkozással is próbálkozott, mielőtt 2005-ben a toryk színeiben először választották volna meg képviselővé.
2010-ben David Cameron pártelnök – akivel az oxfordi évei alatt ismerkedett össze – bevette kormányába, és megkapta a kulturális, média- és sportügyi miniszteri posztot. Kulcsszerepet kapott a 2012-es londoni olimpia előkészítésében, és így párhuzamosan két tárcát is vezethetett. Az egészségügyet 2012-ben vette át, és a minisztériumot egészen 2018 közepéig vezette. A kormány tagja maradt, azután is, hogy Cameron a Brexitet megszavazó 2016-os referendumot követően távozott a vezetés éléről. Az újonnan megalakuló, Theresa May vezette kabinetben – melyben az egészségügy irányítását továbbra is megtarthatta – egyike lett annak a három miniszternek, aki Cameron első kabinetjének is tagja volt.
2018 július elején – miután Boris Johnson nem értett egyet a May-féle „puhítótt Brexit”-stratégiával és lemondott külügyminiszteri posztjáról – Theresa May miniszterelnök őt nevezte ki a külügyi tárca élére.
2019. július 24-én, Johnson megválasztását követően lemondott tisztségéről.
2022. október 14-én Liz Truss miniszterelnök az Egyesült Királyság pénzügyminiszterének nevezte ki, ezen pozícióját a Rishi Sunak miniszterelnöksége alatt is betöltötte.